# Acentroscelus guianensis
Acentroscelus guianensis är en spindelart som först beskrevs av Władysław Taczanowski 1872.  Acentroscelus guianensis ingår i släktet Acentroscelus och familjen krabbspindlar. Inga underarter finns listade i Catalogue of Life.